# Кубок Італії з футболу 1941—1942
Кубок Італії з футболу 1941—1942 — 9-й розіграш Кубка Італії з футболу. У турнірі взяли участь 34 італійських клуби. Титул володаря кубка Італії вдруге здобув «Ювентус», який у фіналі переграв «Мілан».

## Календар
| Раунд            | Дата              | Матчі | Клуби   |
| ---------------- | ----------------- | ----- | ------- |
| Попередній раунд | 5 жовтня 1941     | 2     | 34 → 32 |
| 1/16 фіналу      | 12 жовтня 1941    | 16    | 32 → 16 |
| 1/8 фіналу       | 19 жовтня 1941    | 8     | 16 → 8  |
| 1/4 фіналу       | 8 лютого 1942     | 4     | 8 → 4   |
| 1/2 фіналу       | 12 квітня 1942    | 2     | 4 → 2   |
| Фінал            | 21/28 червня 1942 | 2     | 2 → 1   |

## Попередній раунд
| Команда 1     | Рахунок | Команда 2                  |
| ------------- | ------- | -------------------------- |
| 5 жовтня 1941 |         |                            |
| Новара (2)    | 2:1     | Фанфулла (2)               |
| Удінезе (2)   | 0:1     | Аурора Про Патрія 1919 (2) |

## 1/16 фіналу
| Команда 1      | Рахунок | Команда 2                  |
| -------------- | ------- | -------------------------- |
| 12 жовтня 1941 |         |                            |
| Болонья        | 4:0     | Алессандрія (2)            |
| Брешія (2)     | 2:1     | Савона (2)                 |
| Ювентус        | 5:0     | Аурора Про Патрія 1919 (2) |
| Лаціо          | 4:2     | Барі (2)                   |
| Лігурія        | 0:2     | Аталанта                   |
| Ліворно        | 4:1     | Трієстіна                  |
| Луккезе (2)    | 1:2     | Реджана (2)                |
| Мілан          | 4:1     | Фіорентіна                 |
| Модена         | 4:1     | Амброзіана-Інтер           |
| Новара (2)     | 1:0 дч  | Рома                       |
| Падова (2)     | 2:0     | Наполі                     |
| Пескара (2)    | 1:2     | Дженоа 1893                |
| Сієна (2)      | 1:2 дч  | Піза (2)                   |
| Спеція (2)     | 4:0     | Фьюмана (2)                |
| Венеція        | 2:1     | Торіно                     |
| Віченца (2)    | 1:2     | Прато (2)                  |

## 1/8 фіналу
| Команда 1      | Рахунок | Команда 2   |
| -------------- | ------- | ----------- |
| 19 жовтня 1941 |         |             |
| Ювентус        | 2:1     | Дженоа 1893 |
| Ліворно        | 2:4     | Болонья     |
| Мілан          | 4:2     | Лаціо       |
| Модена         | 3:1     | Аталанта    |
| Новара (2)     | 2:1 дч  | Спеція (2)  |
| Падова (2)     | 3:2     | Брешія (2)  |
| Піза (2)       | 0:4     | Венеція     |
| Прато (2)      | 0:4     | Реджана (2) |

## 1/4 фіналу
| Команда 1     | Рахунок | Команда 2   |
| ------------- | ------- | ----------- |
| 8 лютого 1942 |         |             |
| Ювентус       | 1:0     | Падова (2)  |
| Мілан         | 6:0     | Реджана (2) |
| Модена        | 2:0     | Новара (2)  |
| Венеція       | 2:0     | Болонья     |

## 1/2 фіналу
| Команда 1      | Рахунок | Команда 2 |
| -------------- | ------- | --------- |
| 12 квітня 1942 |         |           |
| Ювентус        | 4:1     | Модена    |
| Мілан          | 2:1     | Венеція   |

## Фінал
| 21 червня 1942 |

| Мілан       | 1:1 дч | Ювентус     |
| ----------- | ------ | ----------- |
| Капелло 83' |        | Белліні 37' |

| «Сан-Сіро», Мілан Арбітр: Дженерозо Даттіло |

### Перегравання
| 28 червня 1942 |

| Ювентус                                   | 4:1 | Мілан     |
| ----------------------------------------- | --- | --------- |
| Лушта 29', 69', 71' Сентіменті 34' (пен.) |     | Боффі 56' |

| «Стадіон Беніто Муссоліні», Турин Арбітр: Джованні Джалеаті |